# Батоев, Цыдып Жамсаранович
Цыдып Жамсаранович Батоев — советский, российский биолог, один из виднейших деятелей бурятской науки советского периода, доктор биологических наук (1974), заслуженный деятель науки Бурятской АССР (1990).

## Биография
Родился в 1928 году в селе Хойто-Ага в многодетной семье. Закончил Бурятский государственный сельскохозяйственный институт (ныне БГСХА) в 1952 году, впоследствии работал там же и в Благовещенском сельскохозяйственном институте (БСХИ, ныне ДальГАУ). В последнем неоднократно входил в редколлегии сборников БСХИ, работал заведующим кафедрой патологии, морфологии и физиологии факультета ветеринарной медицины и зоотехники. Кандидатскую диссертацию защитил в 1957 году в Ленинградском ветеринарном институте по теме: «Моторная функция органов пищеварения овец и коз при содержании их на различных рационах», докторскую диссертацию защитил в Оренбурге в 1974 году, тема: «Внешнесекреторная функция поджелудочной железы сельскохозяйственных птиц».
Автор множества публикаций и книг (более 50), среди которых «Пищеварительная функция поджелудочной железы у кур, уток и гусей» (1993), «Желудочное пищеварение птиц» (2009, в соавторстве с Л. А. Налетовой), «Эволюционные аспекты питания и физиология пищеварения» (2010, в соавторстве с С. Е. Санжиевой). Автор методов: получения сока поджелудочной железы у птиц в хронических опытах; определения амилазы, протеаз. До самой смерти продолжал исследования и публиковал статьи, посвященные физиологии животных. Последние годы жизни работал в БГУ на кафедре зоологии и экологии биолого-географического факультета. 
Основным научным интересом Цыдыпа Жамсарановича являлась пищеварительная система птиц, чему посвящена большая часть его научных работ. Впрочем, для него также не чуждым было и изобретательство: совместно с Дугаровым Д. Б. он создал модель стола с роликами для стрижки овец, главным новшеством которого является решение проблемы поворачивания животного.